# Giorgia Meloni
Giorgia Meloni (n. 15 ianuarie 1977, Roma, Italia) este o politiciană și jurnalistă italiană.  Membră a Camerei Deputaților din Italia din 2006, conduce partidul politic Frații Italiei (FdI) din 2014 și este președintele Partidului Conservatorilor și Reformiștilor Europeni din 2020. 
Din 2022 este prim-ministrul Italiei.